# Itueta
Itueta é um município brasileiro no interior do estado de Minas Gerais, Região Sudeste do país. Localiza-se no Vale do Rio Doce e está situado a cerca de 400 km a leste da capital do estado. Ocupa uma área de 452,676 km², sendo que 1 km² está em perímetro urbano, e sua população foi estimada em 6 218 habitantes em 2024.
A sede tem uma temperatura média anual de 22,9 °C e na vegetação original do município predomina a Mata Atlântica. Com 54% da população vivendo na zona urbana, a cidade contava, em 2009, com seis estabelecimentos de saúde. O seu Índice de Desenvolvimento Humano (IDH) é de 0,635, classificado como médio em relação ao estado.
O povoamento do município teve início no começo do século XX, com a vinda de colonos alemães e italianos que deram início à agricultura, e mais tarde, à exploração madeireira, cujas atividades foram beneficiadas pela construção da Estrada de Ferro Vitória a Minas (EFVM) e fizeram com que a localidade se desenvolvesse. Em 1938, foi criado o distrito de Itueta, que emancipou-se em 27 de dezembro de 1948. Na década de 1950, no entanto, a madeira tornou-se escassa na região, o que implicou no declínio da atividade madeireira e, posteriormente, na evasão da população da cidade.
Na década de 2000 o núcleo urbano de Itueta precisou ser relocado, devido à inundação da localidade em decorrência da formação do lago da Usina Hidrelétrica de Aimorés. Isso resultou em problemas à população, a exemplo de perda de referências e dificuldades de convívio social. A nova cidade, no entanto, foi totalmente planejada e urbanizada, contando com serviços que antes não existiam, como estação de tratamento de esgoto e de lixo, centro cultural, museu, terminal rodoviário e acesso pavimentado às cidades vizinhas através da BR-259. Ademais, manifestações culturais, como o artesanato e a Festa de São João, padroeiro municipal, continuam presentes na vida ituetana e se destacam localmente.

## Etimologia
O nome recebido pelo local, Itueta, tem origem na língua tupi e é uma junção dos termos ytu, cachoeira, e etá, muitas, significando "muitas cachoeiras", remetendo às pequenas quedas d'água existentes nos rios, em função das pedras.

## História
A ocupação da área do atual município teve início após o começo da Primeira Guerra Mundial, ainda em 1914, quando fixaram-se colonos de origem alemã na margem esquerda do rio Doce e de italianos na margem direita. O desenvolvimento da localidade ganha impulso após a instalação da chamada Fazenda Barra do Quatiz, na margem direita do rio, por volta de 1925, associada à implantação da Estrada de Ferro Vitória a Minas (EFVM). Neste período também construíram-se várias serrarias no local.
Dado o desenvolvimento populacional e econômico, pela lei estadual nº 148, de 17 de dezembro de 1938, houve a criação do distrito de Itueta, subordinado a Resplendor, sendo elevado à categoria de município pela lei nº 336, de 27 de dezembro de 1948. A instalação ocorreu em 1º de janeiro de 1949, tendo seu primeiro prefeito, Antônio Barbosa de Castro, tomado posse juntamente com a primeira bancada de vereadores em 19 de março do mesmo ano. Esse dia é considerado o "dia do Legislativo", segundo a lei orgânica. A lei nº 1.039, de 12 de dezembro de 1953, criou seu único distrito, Quatituba. No decorrer da década de 1950, a madeira tornou-se escassa na região, o que implicou o fechamento das serrarias e em um grande declínio da atividade madeireira; resultando na evasão da população de Itueta.
Na década de 2000, parte da sede municipal foi relocada devido à formação do lago da Usina Hidrelétrica de Aimorés. Todo o perímetro urbano da cidade foi reconstruído, sendo que a antiga cidade possuía 105 mil m² e ganhou 710 mil m², incluindo vias, casas e equipamentos sociais. Parte do traçado da EFVM também foi redesignado, levando ao fechamento da estação ferroviária de Itueta, inaugurada em 1927. As mudanças foram realizadas entre 2004 e 2005, com a população enfrentando problemas como perda de referências e dificuldades de convívio social. A nova cidade, no entanto, foi totalmente planejada e urbanizada, contando com serviços que antes não existiam, como estação de tratamento de esgoto e de lixo, centro cultural, museu, biblioteca, terminal rodoviário e acesso pavimentado às cidades vizinhas através da BR-259.
Em 2022 a língua pomerana foi cooficializada no município.

## Geografia
A área do município, segundo o Instituto Brasileiro de Geografia e Estatística (IBGE), é de 452,676 km², sendo que 1,25 km² constituem a zona urbana. Situa-se a 19º°23'39" de latitude sul e 41°10'13" de longitude oeste e está a uma distância de 403 quilômetros a leste da capital mineira. Seus municípios limítrofes são Resplendor, a norte; Santa Rita do Itueto, a oeste; Aimorés, a sul; e Baixo Guandu, no estado do Espírito Santo, a leste.
De acordo com a divisão regional vigente desde 2017, instituída pelo IBGE, o município pertence às Regiões Geográficas Intermediária de Governador Valadares e Imediata de Aimorés-Resplendor. Até então, com a vigência das divisões em microrregiões e mesorregiões, fazia parte da microrregião de Aimorés, que por sua vez estava incluída na mesorregião do Vale do Rio Doce.

### Relevo, hidrografia e meio ambiente

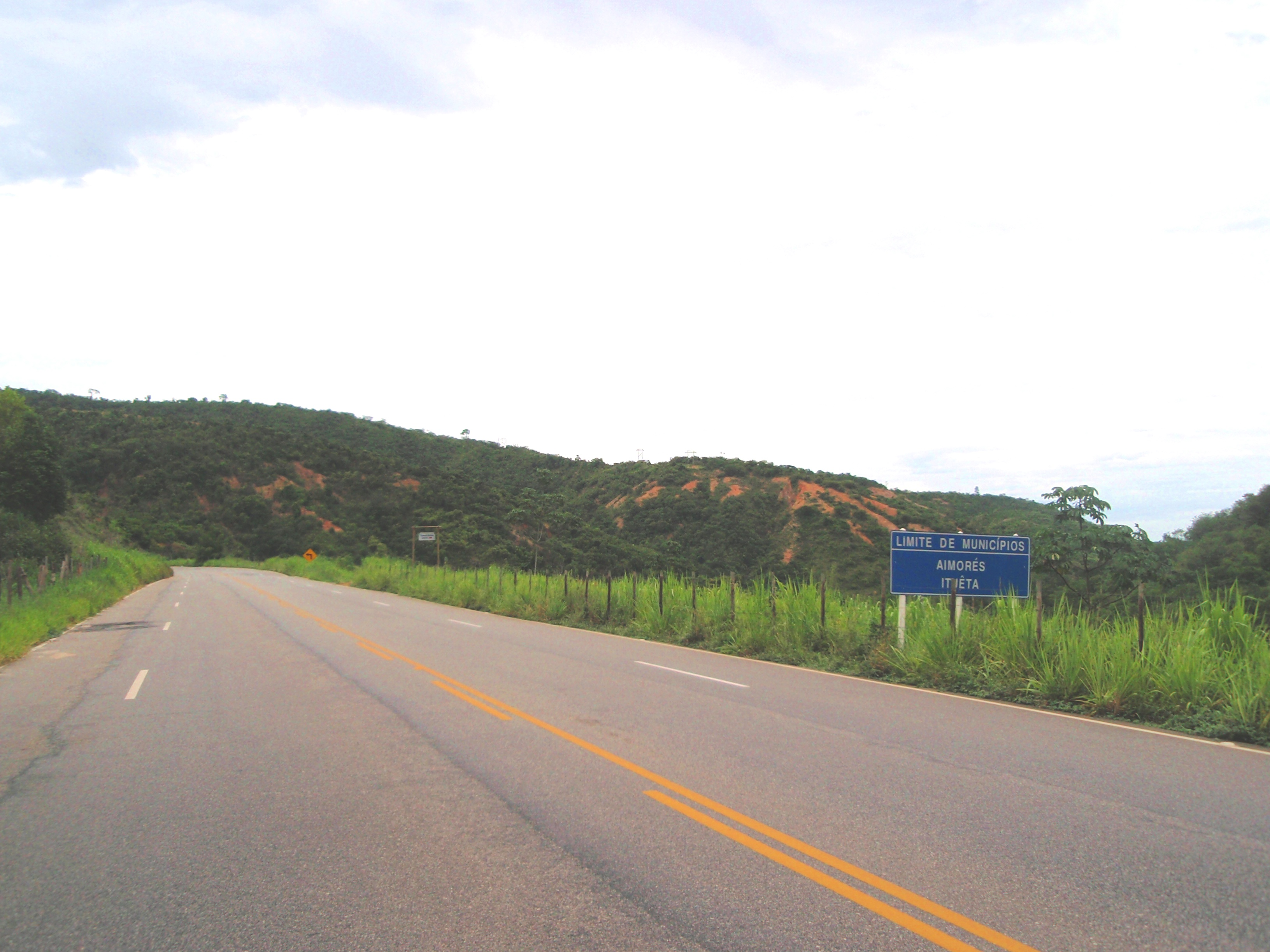
BR-259 entre Itueta e Aimorés

O relevo do município de Itueta é predominantemente montanhoso. Em aproximadamente 50% do território ituetano há o predomínio de terras montanhosas, enquanto que cerca de 40% é coberto por mares de morros e terrenos ondulados e 10% lugares aplainados. A altitude máxima encontra-se no Morro da Jacutinga, que chega aos 880 metros, enquanto que a altitude mínima está na foz do rio Resplendor, com 229 metros. Já o ponto central da cidade está a cerca de 100 metros.
O principal rio que passa por Itueta é o rio Doce, porém o território municipal é banhado por vários mananciais, como os rios Manhuaçu e Resplendor e o córrego Quatis, que fazem parte da bacia do rio Doce. Por vezes, na estação das chuvas, os rios que cortam o município, principalmente o rio Doce, sofrem com a elevação de seus níveis, provocando enchentes em suas margens, o que exige a existência de um sistema de alerta contra enchentes eficaz. A cidade foi uma das mais afetadas pelas enchentes de 1979, que atingiram vários municípios do leste mineiro banhados pelo rio Doce e seus afluentes, e em 2003 fortes chuvas provocaram novamente grandes inundações nas proximidades dos rios, da mesma forma que em dezembro de 2013. Atualmente existe uma série de estações pluviométricas e fluviométricas instaladas na região, que são administradas pela Companhia de Pesquisa de Recursos Minerais (CPRM) e que visam a alertar a população de uma possível enchente.
A vegetação predominante no município é a Mata Atlântica, sendo que os principais problemas ambientais presentes, segundo a prefeitura em 2010, eram o assoreamento de corpos d'água, a escassez de recursos hídricos, a redução do pescado e as queimadas. Os principais setores atingidos por esses empecilhos são a atividade pecuária e a atividade agrícola. Parte da cobertura vegetal original foi destruída durante o século XX, devido ao desenvolvimento da extração madeireira no município. Uma das principais áreas de preservação ambiental situadas no município é o Parque Estadual de Sete Salões, que foi criado em 22 de setembro de 1998 e também abrange partes de Conselheiro Pena, Santa Rita do Itueto e Resplendor, sendo este em maior parte. Possui área total 12 520,90 ha. e é um dos maiores remanescente de Mata Atlântica do Vale do Rio Doce, estando associado a formações de campos rupestres e florestas de candeias.

### Clima
O clima ituetano é caracterizado, segundo o IBGE, como tropical quente semiúmido (tipo Aw segundo Köppen), tendo temperatura média anual de 22,9 °C com invernos secos e amenos e verões chuvosos e com temperaturas elevadas. Os meses mais quentes, fevereiro e março, têm temperatura média de 25,3 °C, sendo a média máxima de 31,0 °C e a mínima de 19,6 °C. E o mês mais frio, julho, de 19,9 °C, sendo 26,5 °C e 13,2 °C as médias máxima e mínima, respectivamente. Outono e primavera são estações de transição.
A precipitação média anual é de 1 199,6 mm, sendo julho o mês mais seco, quando ocorrem apenas 16,6 mm. Em dezembro, o mês mais chuvoso, a média fica em 215,2 mm. Nos últimos anos, entretanto, os dias quentes e secos durante o inverno têm sido cada vez mais frequentes, não raro ultrapassando a marca dos 30 °C, especialmente entre julho e setembro. Em julho de 2012, por exemplo, a precipitação de chuva em Itueta não passou dos 0 mm. Durante a época das secas e em longos veranicos em pleno período chuvoso também são comuns registros de queimadas em morros e matagais, principalmente na zona rural da cidade, o que contribui com o desmatamento e com o lançamento de poluentes na atmosfera, prejudicando ainda a qualidade do ar.
De acordo com o Instituto Nacional de Pesquisas Espaciais (INPE), Itueta é o 793º colocado no ranking de ocorrências de descargas elétricas no estado de Minas Gerais, com uma média anual de 1,1073 raios por quilômetro quadrado.
| Dados climatológicos para Itueta | Dados climatológicos para Itueta | Dados climatológicos para Itueta | Dados climatológicos para Itueta | Dados climatológicos para Itueta | Dados climatológicos para Itueta | Dados climatológicos para Itueta | Dados climatológicos para Itueta | Dados climatológicos para Itueta | Dados climatológicos para Itueta | Dados climatológicos para Itueta | Dados climatológicos para Itueta | Dados climatológicos para Itueta | Dados climatológicos para Itueta |
| Mês                              | Jan                              | Fev                              | Mar                              | Abr                              | Mai                              | Jun                              | Jul                              | Ago                              | Set                              | Out                              | Nov                              | Dez                              | Ano                              |
| -------------------------------- | -------------------------------- | -------------------------------- | -------------------------------- | -------------------------------- | -------------------------------- | -------------------------------- | -------------------------------- | -------------------------------- | -------------------------------- | -------------------------------- | -------------------------------- | -------------------------------- | -------------------------------- |
| Temperatura máxima média (°C)    | 30,4                             | 31                               | 31                               | 29,3                             | 27,9                             | 26,9                             | 26,5                             | 27,3                             | 27,6                             | 28,6                             | 29,2                             | 29,6                             | 28,7                             |
| Temperatura mínima média (°C)    | 19,4                             | 19,6                             | 19,6                             | 17,7                             | 15,6                             | 13,5                             | 13,2                             | 14,4                             | 15,9                             | 18                               | 19                               | 19,4                             | 17,1                             |
| Precipitação (mm)                | 201,3                            | 98,8                             | 139,4                            | 66,5                             | 42,5                             | 17,3                             | 16,6                             | 24                               | 56,1                             | 126,4                            | 195,5                            | 215,2                            | 1 199,6                          |
| Fonte: Somar Meteorologia        |                                  |                                  |                                  |                                  |                                  |                                  |                                  |                                  |                                  |                                  |                                  |                                  |                                  |

## Demografia
Em 2022, a população foi estimada em 6 055 habitantes pelo censo daquele ano, realizado pelo Instituto Brasileiro de Geografia e Estatística (IBGE). Em 2010, a população era de 5 830 habitantes. Segundo o censo de 2010, 2 962 habitantes eram homens e 2 868 habitantes mulheres. Ainda segundo o mesmo censo, 3 299 habitantes viviam na zona urbana e 2 531 na zona rural. Da população total em 2010, 1 285 habitantes (22,04%) tinham menos de 15 anos de idade, 3 908 habitantes (67,03%) tinham de 15 a 64 anos e 637 pessoas (10,93%) possuíam mais de 65 anos, sendo que a esperança de vida ao nascer era de 74,5 anos e a taxa de fecundidade total por mulher era de 2,0.
Em 2010, segundo dados do censo do IBGE daquele ano, a população ituetana era composta por 2 866 brancos (49,16%); 261 negros (4,48%); 23 amarelos (0,39%) e 2 680 pardos (45,97%). Considerando-se a região de nascimento, dez eram nascidos na Região Norte (0,17%), 73 na Região Nordeste (1,25%), 5 677 no Sudeste (97,37%), nove na Região Sul (0,16%) e 14 no Centro-Oeste (0,24%). 5 128 habitantes eram naturais do estado de Minas Gerais (87,96%) e, desse total, 3 518 eram nascidos em Itueta (60,34%). Entre os 702 naturais de outras unidades da federação, Espírito Santo era o estado com maior presença, com 522 pessoas (8,96%), seguido pelo Rio de Janeiro, com 24 residentes (0,41%), e pelo Piauí, com 16 habitantes residentes no município (0,27%).
O Índice de Desenvolvimento Humano Municipal (IDH-M) de Itueta é considerado médio pelo Programa das Nações Unidas para o Desenvolvimento (PNUD), sendo que seu valor é de 0,635 (o 3393º maior do Brasil). A cidade possui a maioria dos indicadores próximos à média nacional segundo o PNUD. Considerando-se apenas o índice de educação o valor é de 0,485, o valor do índice de longevidade é de 0,825 e o de renda é de 0,640. De 2000 a 2010, a proporção de pessoas com renda domiciliar per capita de até meio salário mínimo reduziu em 36,3% e em 2010, 76,2% da população vivia acima da linha de pobreza, 14,6% encontrava-se na linha da pobreza e 9,2% estava abaixo e o coeficiente de Gini, que mede a desigualdade social, era de 0,522, sendo que 1,00 é o pior número e 0,00 é o melhor. A participação dos 20% da população mais rica da cidade no rendimento total municipal era de 54,3%, ou seja, 15,5 vezes superior à dos 20% mais pobres, que era de 3,5%. Naquele ano, a incidência da pobreza, medida pelo IBGE, era de 21,60%, o limite inferior da incidência de pobreza era de 14,17%, o superior era de 29,02% e a incidência da pobreza subjetiva era de 22,28%. A falta de emprego faz com que a população jovem deixe Itueta à procura de melhores oportunidades em outras cidades, verificando-se a considerável presença de crianças e idosos, situação agravada após a reconstrução do perímetro urbano, em 2004, que fez com que os moradores enfrentassem uma longa e gradativa adaptação às novas residências, vizinhança e serviços.
De acordo com dados do censo de 2010 realizado pelo IBGE, a população de Itueta está composta por: 2 721 católicos (46,47%), 2 392 evangélicos (41,02%), 444 pessoas sem religião (7,62%), 259 espíritas (4,45%) e 0,44% estão divididas entre outras religiões. O município abriga uma comunidade rural fundada por pomeranos que vieram ao Brasil à procura de emprego e melhores condições de vida entre 1915 e 1920, a chamada Vila Neitzel, cujo povoamento teve continuidade após a vinda de alemães refugiados da Segunda Guerra Mundial. Ao começo do século XXI, havia cerca de 2 mil descendentes residentes, que desde os primórdios do povoamento se sustentam a partir da agricultura de subsistência e mantêm costumes originais como a culinária e o idioma.

## Política e administração
A administração municipal se dá pelos Poderes Executivo e Legislativo. O Executivo é exercido pelo prefeito, auxiliado pelo seu gabinete de secretários. O prefeito que venceu as eleições municipais de 2024 foi Giorzane Rigo Cremasco, eleito pelo Movimento Democrático Brasileiro (MDB) com 57,09% dos votos válidos, ao lado de Aristeu Frederico (MDB) como vice-prefeito. O Poder Legislativo, por sua vez, é constituído pela Câmara Municipal, composta por nove vereadores. Cabe à casa elaborar e votar leis fundamentais à administração e ao Executivo, especialmente o orçamento participativo (Lei de Diretrizes Orçamentárias).
Em complementação ao processo Legislativo e ao trabalho das secretarias, existem também conselhos municipais em atividade, entre os quais dos direitos da criança e do adolescente, criado em 2006, tutelar (2006) e de direitos do idoso (2010). Itueta se rege por sua lei orgânica, que foi promulgada em 11 de outubro de 2001, e é termo da Comarca de Resplendor, do Poder Judiciário estadual, de primeira entrância. O município possuía, em fevereiro de 2017, 4 602 eleitores, de acordo com o Tribunal Superior Eleitoral (TSE), o que representa 0,029% do eleitorado mineiro.

## Economia
No Produto Interno Bruto (PIB) de Itueta, destacam-se a agropecuária e a área de prestação de serviços. De acordo com dados do IBGE, relativos a 2011, o PIB do município era de R$ 53 444 mil. 1 407 mil reais eram de impostos sobre produtos líquidos de subsídios a preços correntes e o PIB per capita era de R$ 9 143,60. Em 2010, 58,41% da população maior de 18 anos era economicamente ativa, enquanto que a taxa de desocupação era de 4,55%.
Salários juntamente com outras remunerações somavam 3,947 mil reais e o salário médio mensal de todo município era de 1,4 salários mínimos. Havia 88 unidades locais e 86 empresas atuantes. Segundo o IBGE, 75,94% das residências sobreviviam com menos de salário mínimo mensal por morador (1 406 domicílios), 17,94% sobreviviam com entre um e três salários mínimos para cada pessoa (328 domicílios), 1,57% recebiam entre três e cinco salários (29 domicílios), 0,70% tinham rendimento mensal acima de cinco salários mínimos (13 domicílios) e 3,95% não tinham rendimento (73 domicílios).
Setor primário
| Produção de milho, cana-de-açúcar e mandioca (2011) | Produção de milho, cana-de-açúcar e mandioca (2011) | Produção de milho, cana-de-açúcar e mandioca (2011) |
| --------------------------------------------------- | --------------------------------------------------- | --------------------------------------------------- |
| Produto                                             | Área colhida (hectares)                             | Produção (tonelada)                                 |
| Milho                                               | 1 200                                               | 3 000                                               |
| Cana-de-açúcar                                      | 27                                                  | 1 269                                               |
| Mandioca                                            | 60                                                  | 780                                                 |

A pecuária e a agricultura representam o segundo setor mais relevante na economia de Itueta. Em 2011, de todo o PIB da cidade, 20 411 mil reais era o valor adicionado bruto da agropecuária, enquanto que em 2010, 52,96% da população economicamente ativa do município estava ocupada no setor. Segundo o IBGE, em 2012 o município possuía um rebanho de 12 asininos, 27 351 bovinos, 185 caprinos, 650 equinos, 45 muares, 288 ovinos, 1 822 suínos e 18 375 aves, entre estas 8 246 galinhas e 10 129 galos, frangos e pintinhos. Neste mesmo ano a cidade produziu 6 570 mil litros de leite de 5 544 vacas, 38 mil dúzias de ovos de galinha e 1 435 quilos de mel de abelha.
Na lavoura temporária são produzidos principalmente o milho (3 mil toneladas produzidas e 1 200 hectares cultivados), a cana-de-açúcar (1 269 toneladas e 27 hectares) e a mandioca (780 toneladas e 60 hectares), além do arroz, da batata-doce, do feijão, da melancia e do tomate. Já na lavoura permanente destacam-se o café (1 887 toneladas produzidas e 1 570 hectares cultivados), a banana (441 toneladas produzidas e 42 hectares cultivados) e a laranja (315 toneladas e 25 hectares), além do abacate, do coco-da-baía, do mamão, da manga e da tangerina.
Setores secundário e terciário
A indústria, em 2011, era o setor menos relevante para a economia do município. 4 459 reais do PIB municipal eram do valor adicionado bruto do setor secundário. A produção industrial é incipiente na cidade, mesmo que comece a dar sinais de aprimoramento, sendo resumida principalmente à fabricação de produtos alimentícios, à extração mineral, à extração e transformação madeireira e pequenas fábricas. A atividade madeireira está presente na economia municipal desde a chegada dos primeiros colonos, sendo um dos principais fatores para o desenvolvimento econômico e demográfico do município, porém entrou em decadência na década de 1950, após a madeira se tornar escassa. Segundo estatísticas do ano de 2010, 1,01% dos trabalhadores de Itueta estavam ocupados no setor industrial extrativo e 1,01% na indústria de transformação.
O comércio também está presente em Itueta desde a época do estabelecimento dos primeiros moradores, na década de 1920, sendo favorecido pela implantação da Estrada de Ferro Vitória a Minas (EFVM), atraindo consumidores de outras cidades e favorecendo as vendas da produção da agricultura e indústria. Em 2010, 6,96% da população ocupada estava empregada no setor de construção, 1,06% nos setores de utilidade pública, 5,99% no comércio e 26,07% no setor de serviços e em 2011, 27 167 reais do PIB municipal eram do valor adicionado bruto do setor terciário.

## Infraestrutura

### Saúde e educação
Em 2009, o município possuía seis estabelecimentos de saúde entre hospitais, pronto-socorros, postos de saúde e serviços odontológicos, sendo cinco públicos e um privado. Todos os públicos pertenciam à rede municipal e eram integrantes do Sistema Único de Saúde (SUS). Em 2012, 98,3% das crianças menores de 1 ano de idade estavam com a carteira de vacinação em dia. Em 2011, foram registrados 80 nascidos vivos, sendo que o índice de mortalidade infantil neste ano foi de 12,5 óbitos de crianças menores de cinco anos de idade a cada mil nascidos. Em 2010, 1,08% das mulheres de 10 a 17 anos tiveram filhos (todas acima dos 15 anos) e a taxa de atividade entre meninas de 10 a 14 anos era de 10,34%. 921 crianças foram pesadas pelo Programa Saúde da Família em 2012, sendo que 2,9% do total estavam desnutridas.
Na área da educação, o Índice de Desenvolvimento da Educação Básica (IDEB) médio entre as escolas públicas de Itueta era, no ano de 2011, de 5,0 (numa escala de avaliação que vai de nota 1 a 10), sendo que a nota obtida por alunos do 5º ano (antiga 4ª série) foi de 5,8 e do 9º ano (antiga 8ª série) foi de 4,2; o valor das escolas públicas de todo o Brasil era de 4,0. Em 2010, 1,77% das crianças com faixa etária entre sete e quatorze anos não estavam cursando o ensino fundamental. A taxa de conclusão, entre jovens de 15 a 17 anos, era de 53,5% e o percentual de alfabetização de jovens e adolescentes entre 15 e 24 anos era de 97,8%. A distorção idade-série entre alunos do ensino fundamental, ou seja, com com idade superior à recomendada, era de 8,0% para os anos iniciais e 17,5% nos anos finais e, no ensino médio, a defasagem chegava a 17,1%. Dentre os habitantes de 18 anos ou mais, 25,01% tinham completado o ensino fundamental e 13,81% o ensino médio, sendo que a população tinha em média 10,04 anos esperados de estudo.
Em 2010, de acordo com dados da amostra do censo demográfico, da população total, 1 433 habitantes frequentavam creches e/ou escolas. Desse total, 37 frequentavam creches, 94 estavam no ensino pré-escolar, 117 na classe de alfabetização, 20 na alfabetização de jovens e adultos, 854 no ensino fundamental, 196 no ensino médio, 30 na educação de jovens e adultos do ensino fundamental, 12 na educação de jovens e adultos do ensino médio, seis na especialização de nível superior e 68 em cursos superiores de graduação. 4 897 pessoas não frequentavam unidades escolares, sendo que 787 nunca haviam frequentado e 3 610 haviam frequentado alguma vez. O município contava, em 2012, com aproximadamente 1 211 matrículas nas instituições de ensino da cidade. Segundo o IBGE, neste mesmo ano, das sete escolas do ensino fundamental, uma pertencia à rede pública estadual e seis à rede pública municipal. A única instituição de ensino médio pertencia à rede pública estadual.
| Ensino pré-escolar | 147 | 8  | 2 |
| Ensino fundamental | 807 | 57 | 7 |
| Ensino médio       | 257 | 21 | 1 |

### Habitação e serviços básicos
No ano de 2010 a cidade tinha 1 849 domicílios particulares permanentes. Desse total, 1 813 eram casas, 35 eram apartamentos e um era habitação em casa de vila ou em condomínio. Do total de domicílios, 1 335 são imóveis próprios (1 324 já quitados e 11 em aquisição); 207 foram alugados; 297 foram cedidos (146 cedidos por empregador e 151 cedidos de outra forma) e dez foram ocupados de outra maneira. Parte dessas residências conta com água tratada, energia elétrica, esgoto, limpeza urbana, telefonia fixa e telefonia celular. 975 domicílios eram atendidos pela rede geral de abastecimento de água (52,73% do total); 1 825 (98,70%) possuíam banheiros para uso exclusivo das residências; 1 000 (54,08% deles) eram atendidos por algum tipo de serviço de coleta de lixo; e 1 841 (99,56%) possuíam abastecimento de energia elétrica. Entre 2006 e 2008, houve registro de dois homicídios (um em 2006 e um em 2007), porém não ocorreram mortes por suicídio e acidentes de transito.
O código de área (DDD) de Itueta é 033 e o Código de Endereçamento Postal (CEP) vai de 35220-000 a 35224-999. No dia 10 de novembro de 2008 o município passou a ser servido pela portabilidade, juntamente com outros municípios com o mesmo DDD. A portabilidade é um serviço que possibilita a troca da operadora sem a necessidade de se trocar o número do aparelho.
A responsável pelo serviço de abastecimento de energia elétrica é a Companhia Energética de Minas Gerais (Cemig). Segundo a empresa, em 2003 havia 1 627 consumidores e foram consumidos 3 639 842 KWh de energia. O serviço de coleta de esgoto é feito pela própria prefeitura, enquanto que o abastecimento de água da cidade é feito pela Companhia de Saneamento de Minas Gerais (Copasa), sendo que em 2008 havia 1 258 unidades consumidoras e eram distribuídos em média 646 m³ de água tratada por dia.

### Transportes

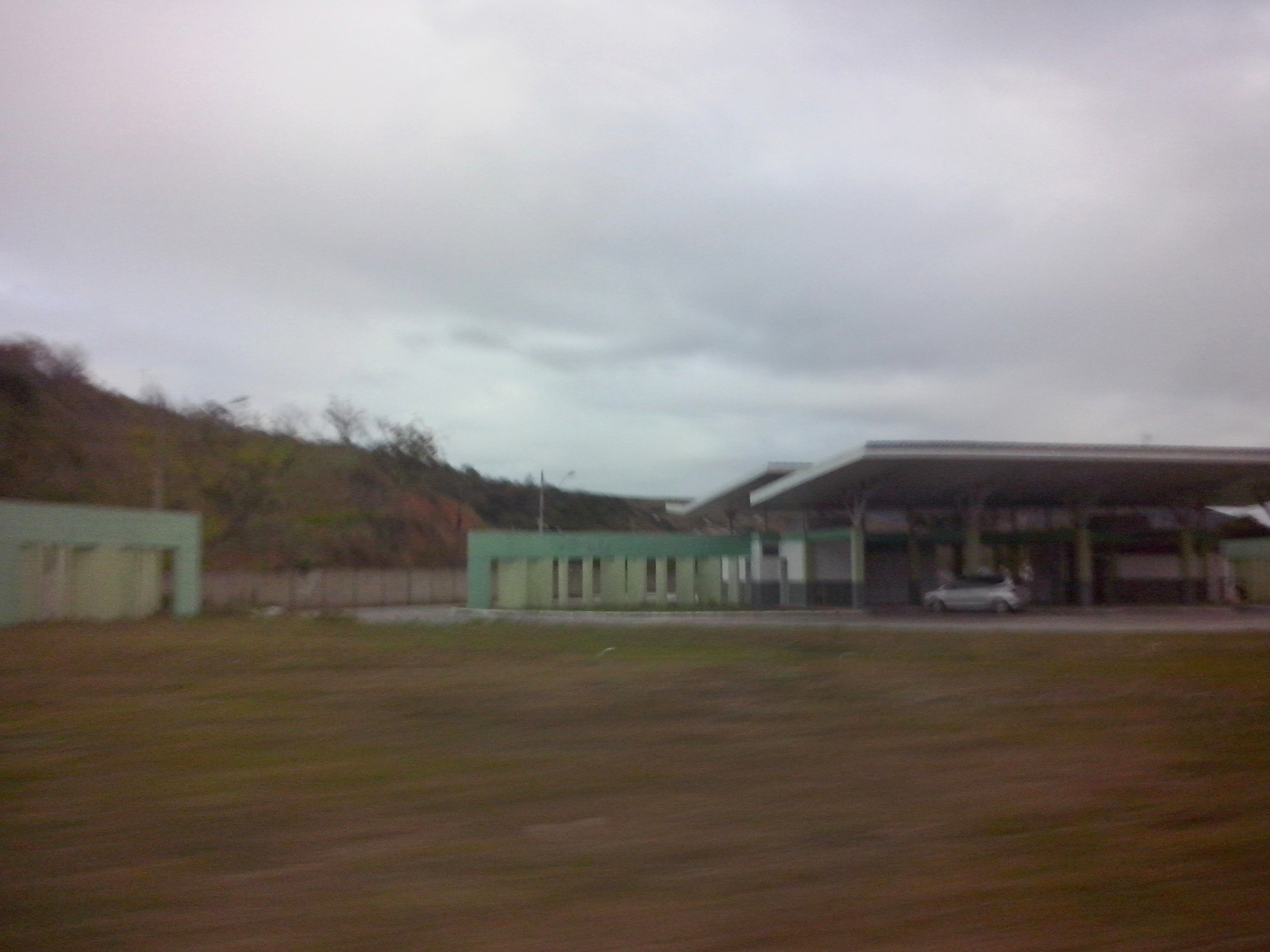
Vista do terminal rodoviário de Itueta em 2013, inaugurado após a reconstrução da cidade.

Na década de 1920, o então pequeno povoado passou a ter transporte ferroviário, sendo atendido pela Estrada de Ferro Vitória a Minas (EFVM), cuja ferrovia beneficiou a agricultura e produção madeireira da cidade, facilitando o escoamento da produção, e colaborou ainda com o crescimento populacional, após a chegada de trabalhadores que visavam a instalação da linha férrea. A estação ferroviária da localidade foi inaugurada em 20 de julho de 1927, porém foi fechada após a cidade ser relocada, devido à inundação do local em decorrência da formação do lago da Usina Hidrelétrica de Aimorés. Em 2005, juntamente com a reconstrução da zona urbana, foi inaugurado o terminal rodoviário de Itueta, com linhas de ônibus ligando o município às cidades vizinhas.
A frota municipal no ano de 2012 era de 1 586 veículos, sendo 533 automóveis, 56 caminhões, dois caminhões-trator, 133 caminhonetes, 133 caminhonetas, oito micro-ônibus, 728 motocicletas, 72 motonetas, 16 ônibus e 15 classificados como outros tipos de veículos. As rodovias que atendem ao município são a BR-381, que começa em São Mateus, no litoral do Espírito Santo, passa por Governador Valadares, pela Região Metropolitana do Vale do Aço, Região Metropolitana de Belo Horizonte e sul de Minas e termina na cidade de São Paulo, sendo assim a principal ligação à capital mineira; a BR-262, que começa em Vitória, no Espírito Santo, passa por cidades como Belo Horizonte (após unir-se à BR-381), Uberaba e Campo Grande e termina junto à fronteira com a Bolívia, em Corumbá, Mato Grosso do Sul; a BR-474, que conecta Aimorés a Caratinga, interligando as regiões mineiras do médio rio Doce, Vale do Aço e Zona da Mata; a BR-259, que começa em João Neiva, Espírito Santo, passa por Governador Valadares e termina em Felixlândia, na região central mineira; e a MG-108, que  começa em Pocrane e termina em Manhumirim.

## Cultura

### Manifestações culturais e instituições
Itueta conta com um conselho de preservação do patrimônio, criado em 2006 e de caráter consultivo, deliberativo e fiscalizador, e legislação municipal de proteção ao patrimônio cultural. Dentre os espaços culturais, destaca-se a existência de duas bibliotecas mantidas pelo poder público municipal, um museu, dois estádios ou ginásios poliesportivos e centro cultural, segundo o IBGE em 2005 e 2012. Também há existência de grupos artísticos de dança e coral, de acordo com o IBGE em 2012.
Além da prefeitura, instituições como a Rede de Valorização de Itueta para o Desenvolvimento Sustentável (Rede VIDAS) visam a realização de atividades que promovam o desenvolvimento social do município através da realização recorrente de feiras, seminários, eventos e projetos sociais abertos à população. O artesanato é uma das formas mais espontâneas da expressão cultural ituetana, sendo que, segundo o IBGE, a principal atividade artesanal desenvolvida em Itueta é o bordado. Uma das principais festas populares organizadas na cidade é a Festa de São João, padroeiro municipal, celebrada anualmente na semana de seu dia, 24 de junho, com a realização de missas e procissões em homenagem ao orago, além de exposições, cavalgadas e shows musicais com bandas regionais ou conhecidas nacionalmente, sendo que em algumas edições atrai milhares de pessoas em certos dias. Na mesma ocasião, destacam-se as festas juninas, entre junho e julho, que são realizadas anualmente, sendo umas das mais conhecidas da região e contando com shows com bandas locais, barracas com comidas típicas e apresentações de quadrilha com alunos das escolas da cidade.

### Atrativos
O principal atrativo de Itueta é o conjunto paisagístico formado pelo lago da Usina Hidrelétrica de Aimorés, no caminho do rio Doce, onde destacam-se a prática de esportes aquáticos, náuticos e da pesca e a apreciação das paisagens formadas pelo curso hidrográfico em meio ao relevo ondulado, principalmente durante o pôr do sol. Ao redor do rio há uma considerável presença de fazendas de valor histórico e na zona rural há presença de cachoeiras nos percursos do rio Quati e do córrego do Quatizinho e na Pedra do Santo Cristo.

### Feriados
Em Itueta há quatro feriados municipais definidos pela lei orgânica municipal e oito feriados nacionais, além dos pontos facultativos. Os feriados municipais são o dia do Legislativo, em 19 de março; o dia de São João, padroeiro da cidade, celebrado em 24 de junho; o dia do evangélico, em 31 de outubro; e o dia do município, comemorado em 27 de dezembro.